# بودیکا (فیلم)
بودیکا (انگلیسی: Boudica)، در ایالات متحده با نام ملکهٔ جنگجو (انگلیسی: Warrior Queen) منتشر شد، یک فیلم تلویزیونی تاریخی زندگی‌نامه‌ای محصول سال ۲۰۰۳ بریتانیا دربارهٔ ملکهٔ آیسینا به نام بودیکا است. در آن الکس کینگستون، استیون ودینگتون و امیلی بلانت ایفای نقش کردند.